# Норт Халедон (Њу Џерзи)
Норт Халедон (енгл. North Haledon) град је у америчкој савезној држави Њу Џерзи.

## Демографија
По попису из 2010. године број становника је 8.417, што је 497 (6,3%) становника више него 2000. године.
| Група             | 2000.         | 2010.         |
| Белци             | 7.345 (92,7%) | 7.248 (86,1%) |
| Афроамериканци    | 114 (1,4%)    | 148 (1,8%)    |
| Азијати           | 79 (1,0%)     | 318 (3,8%)    |
| Хиспаноамериканци | 308 (3,9%)    | 628 (7,5%)    |
| Укупно            | 7.920         | 8.417         |